# Siberia Cup 2012
Il Siberia Cup 2012 è stato un torneo professionistico di tennis maschile giocato sul cemento. È stata la 1ª edizione del torneo, facente parte dell'ATP Challenger Tour nell'ambito dell'ATP Challenger Tour 2012. Si è giocato a Tjumen' in Russia dal 19 al 25 novembre 2012.

## Partecipanti ATP

### Teste di serie
| Nazionalità | Giocatore            | Ranking* | Testa di serie |
| ----------- | -------------------- | -------- | -------------- |
| Russia      | Evgenij Donskoj      | 98       | 1              |
| Francia     | Josselin Ouanna      | 123      | 2              |
| Russia      | Dmitrij Tursunov     | 127      | 3              |
| Ucraina     | Ivan Serheev         | 161      | 4              |
| Ucraina     | Illja Marčenko       | 163      | 5              |
| Russia      | Igor' Kunicyn        | 168      | 6              |
| Ucraina     | Oleksandr Nedovjesov | 206      | 7              |
| Kazakistan  | Evgenij Korolëv      | 229      | 8              |

- 1 Ranking al 12 novembre 2012.

### Altri partecipanti
Giocatori che hanno ricevuto una wild card:
- Vladislav Dubinsky
- Anton Manegin
- Nigmat Shofayziyev
- Robert Ziganshin

Giocatori che sono passati dalle qualificazioni:
- Sergey Betov
- Aljaksandr Bury
- Egor Gerasimov
- Valery Rudnev
- Michal Schmid (lucky loser)

## Campioni

### Singolare
- Evgenij Donskoj ha battuto in finale  Illja Marčenko con il punteggio di 6(6)–7, 6–3, 6–2

### Doppio
- Ivo Klec /  Andreas Siljeström hanno battuto in finale  Konstantin Kravčuk /  Denys Molčanov con il punteggio di 6–3, 6–2